# Port lotniczy Kyzyłorda
Port lotniczy Kyzyłorda (IATA: KZO, ICAO: UAOO) – port lotniczy w Kyzyłordzie, w obwodzie kyzyłordyńskim, w Kazachstanie.

## Linie lotnicze i połączenia
| Linia Lotnicza | Kierunek                         |
| -------------- | -------------------------------- |
| Aerofłot       | 1. Moskwa-Szeremietiewo          |
| Air Astana     | 1. Ałmaty 2. Astana              |
| FlyArystan     | 1. Atyrau                        |
| SCAT Airlines  | 1. Ałmaty 2. Astana 3. Karaganda |